# Spökdiligensen
Spökdiligensen (Chasse aux fantômes) är ett Lucky Luke-album från 1992. Det är det 61:e albumet i ordningen, och har nummer 62 i den svenska utgivningen. 

## Handling
En av Wells Fargos diligenser har försvunnit spårlöst och Lucky Luke anlitas som diligenskusk på samma rutt, i syfte att klara upp mysteriet. Med på resan finns också bland andra Lukes gamla vän Calamity Jane, vars nyinköpta gevär transporterades på den försvunna diligensen. Väl framme i trakten för försvinnandet, möts man av ryktet det är spöket efter den påstått avlida Calamity Jane som ligger bakom stölden.

## Svensk utgivning
- Morris; Van Banda, Lo Hartog (översättare: Per A J Andersson) (1993). Spökdiligensen. Lucky-serien: 62. Malmö: Serieförlaget. Libris 7674645. ISBN 91-7912-453-4
- I Lucky Luke – Den kompletta samlingen ingår albumet i "Lucky Luke 1992-1994". Libris 10395340. ISBN 978-91-7134-438-0